# رد کورال (کالیفرنیا)
رد کورال (به انگلیسی: Red Corral) یک منطقهٔ مسکونی در ایالات متحده آمریکا است که در شهرستان آمادور، کالیفرنیا واقع شده‌است. رد کورال ۱۵٫۱۳۱ کیلومتر مربع مساحت و ۱٬۴۱۳ نفر جمعیت دارد و ۸۲۶٫۰۲ متر بالاتر از سطح دریا واقع شده‌است.